# 砺波市立砺波東部小学校
砺波市立砺波東部小学校 （となみしりつ となみとうぶしょうがっこう）は富山県砺波市にある公立小学校。

## 校舎概要
現在の校舎は、教室不足の解消と校舎耐震化のため、2003年度から進めてきた増改築事業により建設されたものである。自然環境に配慮し太陽光発電やビオトープが取り入れられ、人工芝の中庭や地域に開放されたホールや学校図書館、アズマダチの児童用玄関を備えている。

## 沿革
- 1961年4月1日 - 砺波市立庄西北部小学校、砺波市立庄下小学校を統合し、砺波東部小学校開校[3]。
- 1962年
  - 3月 - 校舎着工（入札は1月頃）[4]
  - 10月1日 - 油田小学校を統合し、油田教場とする[3]。
- 1963年
  - 8月 - 校舎完成。当時は校地面積17,662m2の中に延床面積9,927m2の校舎が立地していた[4]。
  - 9月2日 - 開校式、入学式[5]。
- 1967年7月20日 - プール完成[6]。
- 2003年6月26日 - 新プール完成[7]。
- 2008年3月8日 - 新校舎完成[2]。

## 通学区域
矢木　宮村　高道　坪内　栄町　中村の一部　新又　十年明　木下　宮丸　堀内　三郎丸　千代　石丸　秋元　千保　大窪　東石丸　柳瀬　東開発　下中条　庄中の区域

## 進学先
- 砺波市立庄西中学校